# SAGEM my101X
Sagem my101X – telefon komórkowy wyprodukowany przez firmę SAGEM. Jest on następcą modelu my100X, w przeciwieństwie do niego Sagem my101x został wyposażony w koloryzowany wyświetlacz.